# 西園みすず
西園 みすず（にしぞの みすず、1995年4月2日 - ）は、日本の元女優、元歌手で、女性アイドルグループ『さんみゅ〜』の元リーダー。
大阪府泉佐野市出身。

## 経歴
2003年、サンミュージックアカデミー大阪校へ入所。
2012年から2020年（解散）まで女性アイドルグループ『さんみゅ〜』のメンバーとして活動。
2021年12月31日をもって芸能界引退。

## 人物
- 家族構成は、父、母、長兄、長弟、末弟、本人の6人家族である。

- 得意なことは、ギター、料理である[5]。

- 視力は0.03でコンタクトレンズを使用している[6]。

## 出演

### ライブイベント

#### 西原さん
西園みすずと新原聖生によるアコースティックライブ
- Grateful Days （2015年5月12日、代官山LOOP）[7][8][9]
- Colors （2015年11月9日、代官山LOOP）[10]
- Destination（2016年10月23日、ヤマハ銀座スタジオ）[11]
- Colors - Daikanyama Loop 8th Anniversary -（2016年11月29日、代官山LOOP）[12]
- Destination Vol.2（2017年1月28日、ヤマハ銀座スタジオ）[13]

### テレビ

#### テレビドラマ
- チャレンジド（2009年10月、NHK総合） - 吉川美琴 役
- 大切なことはすべて君が教えてくれた（2011年3月、フジテレビ） - ゆかり 役
- 失恋保険～告らせ屋～（2011年4月、よみうりテレビ） - 久実子（幼少時代） 役
- 水戸黄門 第四十三部（2011年12月、TBSテレビ） - 茶店の小女 役
- 木曜ミステリー「京都地検の女7」（2011年7月、テレビ朝日）
- 連続テレビ小説「カーネーション」（2012年3月、NHK総合） - ヤンキー 役
- 鍵のかかった部屋（2012年4月、フジテレビ） - 生徒 役
- 下町人情捜査班 朝田真平2（2019年2月23日、フジテレビ） - 大原美央 役

#### バラエティ
- にじいろジーン（2015年10月3日、関西テレビ）[14]

### CM・広告
- 広島ガス （2009年 - 2012年）
- 広島文教女子大学付属高等学校 オープンキャンパス（2010年）
- CEATEC2010 パナソニック 環境＆IPTVステージ映像 （2010年10月）
- サンガリア 「氷結シャーベット　部活ダンス編」（2011年）
- 公共広告機構 「あしなが育英会篇」（2011年7月）
- カラオケBanBan（2013年）[15]
- 山芳製菓わさビーフ（2013年）- 25周年キャンペーン[16]
- ルネサンス高等学校（2014年 - ）[17]
- みずほ銀行 「本当にかんたんだったんです。篇」（2016年12月）[18]

### 舞台
- 劇団BRATS「椿説 おくのほそ道」（2015年12月22日 - 27日、すみだパークスタジオ「倉」）[19]
- ヒストリーズJAPAN 2016（2016年4月16日 - 17日、新宿シアターモリエール）[20]
- A´company Produce 「GET OUT! STREET!! -2016- ～トゥー・ウェイ・ストリート～」（2016年5月27日 - 29日、築地ブディストホール）[21]
- 新感覚音楽劇「星空ロック」（2016年7月30日 - 31日、ザムザ阿佐ヶ谷）[22]
- NORN9 ノルン+ノネット（2018年10月17日 - 21日、草月ホール） - 久我深琴 役
- 劇団BRATS 第10回記念公演 第1弾 「戦闘改造学園Z」（2016年12月1日 - 4日、すみだパークスタジオ「倉」）[23]
- Favorite Banana Indians第11回本公演「エーテルコード」（2017年1月11日-14日、劇場MOMO）[24]

### キャンペーン
- 泉佐野市PR大使（2015年3月22日 - 2020年）
  - PR大使就任式（2015年3月22日）[25][26][27]
  - 広報いずみさの 市長との新春特別対談および広報誌表紙（2016年1月）[28]

### グラビア
- 第3回グラビアJAPAN ファイナリスト（2011年9月）[29]

### インターネット配信
- 吉田尚記XYZ（2015年2月3日）[30]